# Raggare

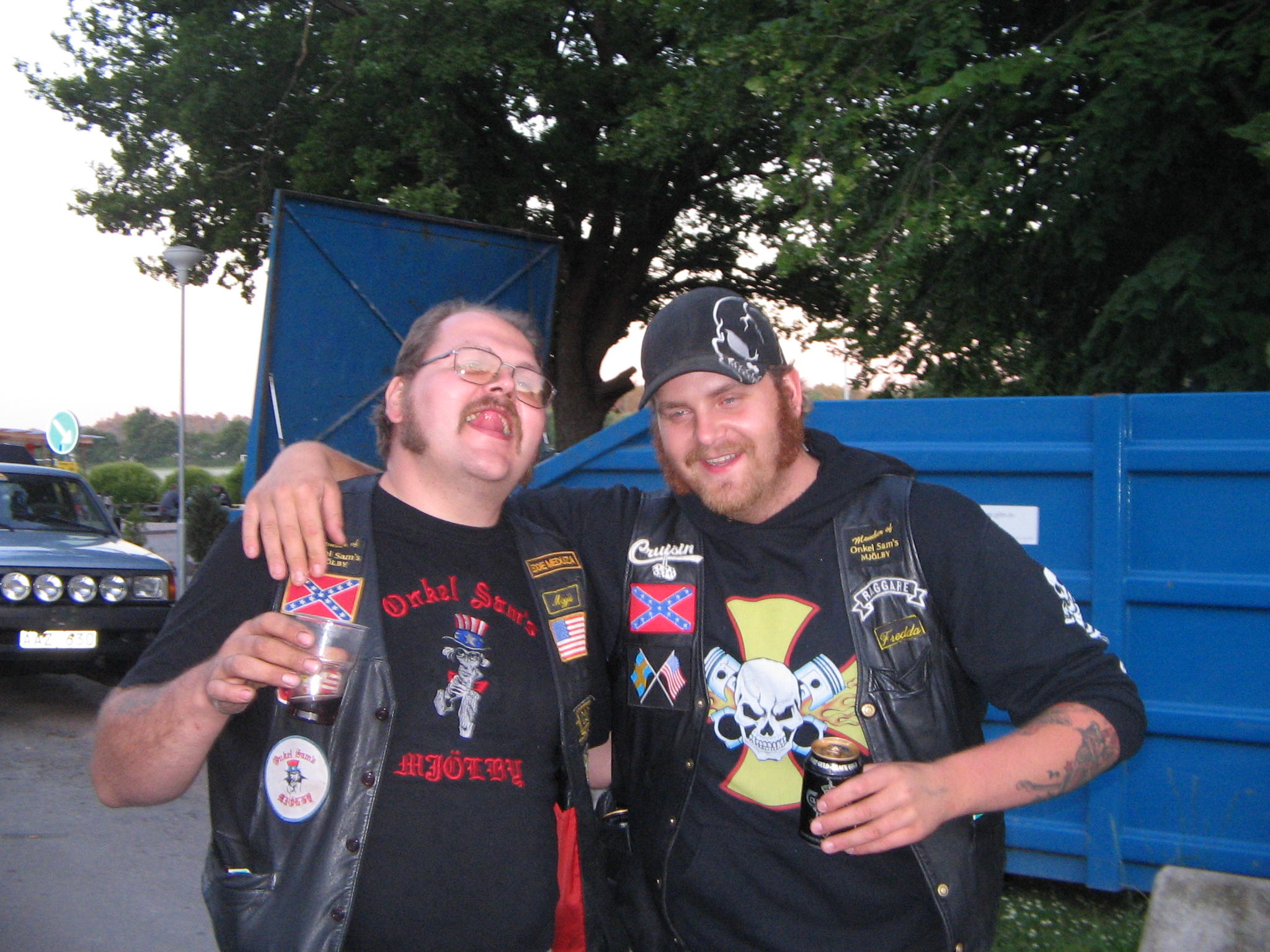
Dos típicos raggare en el Power Big Meet 2005.

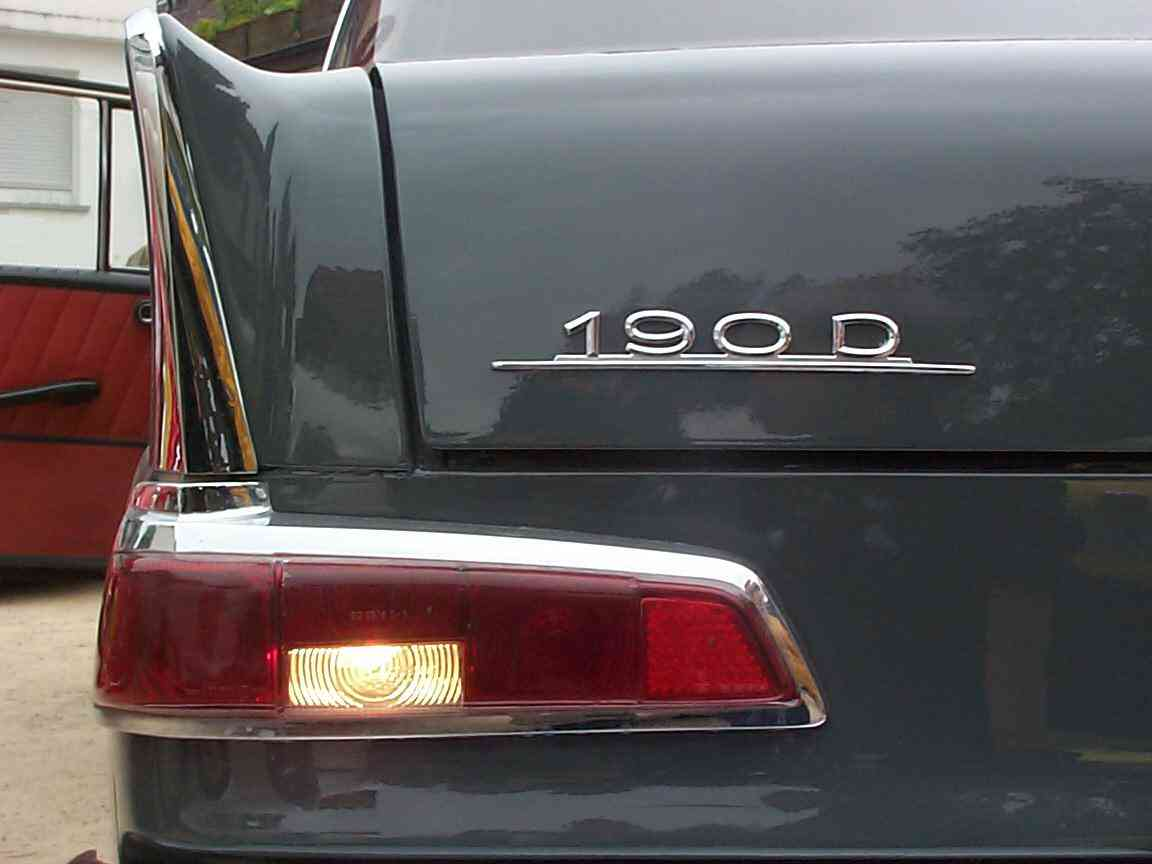
Cuando no hay disponibles haygas americanos, los raggare se ven obligados a improvisar, por ejemplo usando un Mercedes.

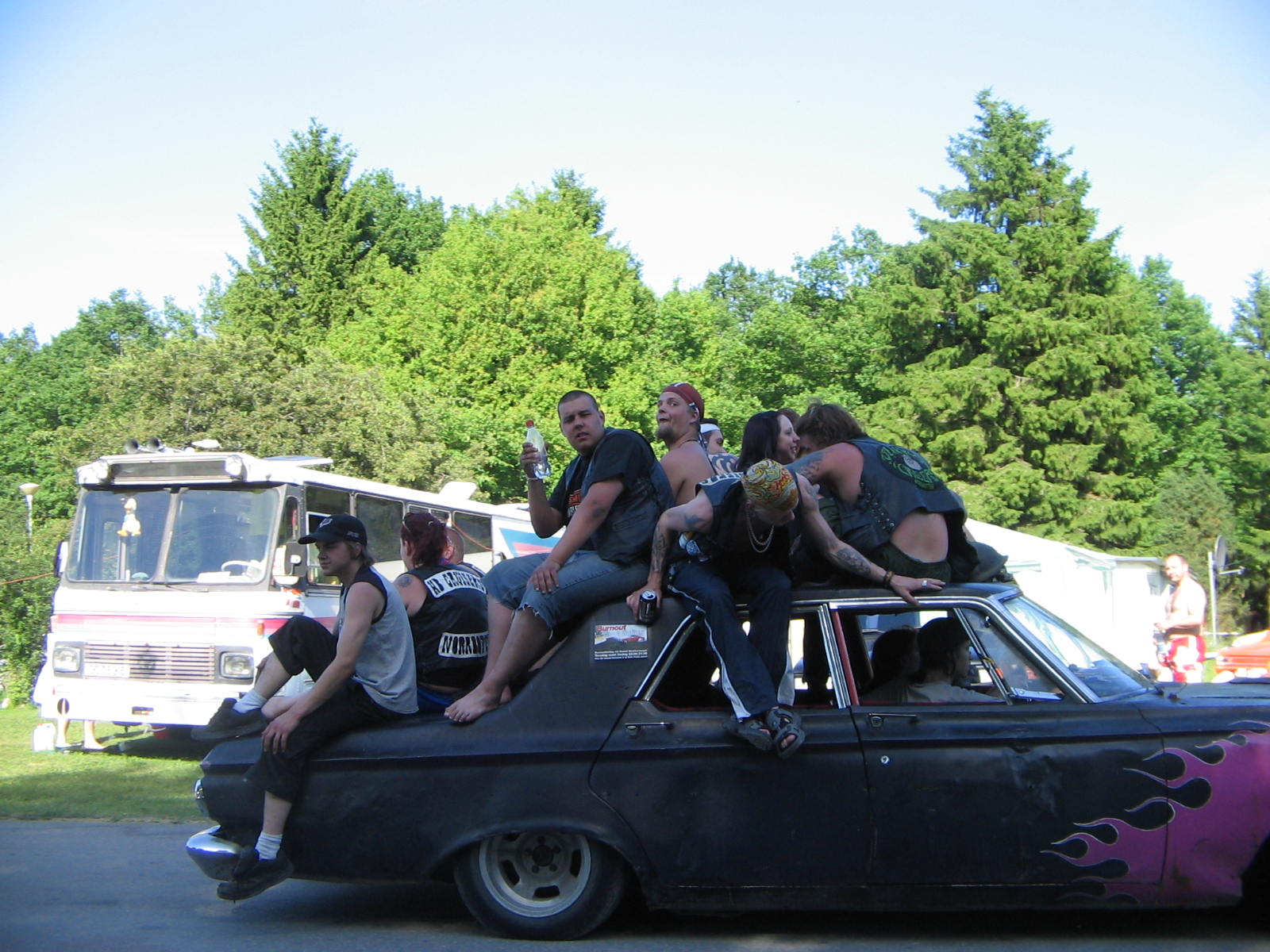
Una multitud de raggare sobre el techo de un coche de los años 60 durante el Power Big Meet de 2005.

Los Raggare (una palabra en sueco equivalente al término castellano ligón. Una persona que busca relacionarse sexualmente con alguien) conforman una subcultura extendida principalmente por Suecia y algunas zonas de Noruega, Finlandia, Dinamarca, Alemania y Austria. Los raggare están frecuentemente relacionados con los greasers y son conocidos por su afición a los coches clásicos norteamericanos, al rockabilly y a la cultura pop americana de los años 50.

## Descripción de la subcultura
Los raggare están presentes desde los años 50 y no han cambiado mucho desde entonces. Los coches son un aspecto importante de la subcultura, especialmente los vehículos propulsados por motores V8, así como otros grandes automóviles de los Estados Unidos. Estadísticamente, el coche raggare (en sueco, raggarbil) más común es el Pontiac Bonneville de los años 60. Se trata de un modelo fácil de encontrar, clásico, relativamente barato y que dispone de un enorme asiento trasero donde los raggare pueden llevar consigo a todos sus amigos. Los raggare han sido descritos como cercanos a la cultura hot rod, pero, mientras que los hotrodders americanos deben hacer importantes modificaciones a sus coches si quieren destacar, los raggare pueden usar vehículos estadounidenses de serie y todavía siguen destacando en comparación con los más sobrios modelos suecos. Otros coches habituales entre los raggare son los Mercedes-Benz "Colas" y el Opel Kapitän.
Los elementos de la cultura popular americana de los años 50 son sus grandes fuentes de inspiración. Por ejemplo, películas como Rebelde sin causa, con James Dean, y American Graffiti.
EL vestuario y los peinados de los raggare son los propios de los rockabillies de los años 50. Pantalones vaqueros, botas de cowboy; camiseta blanca, algunas veces impresa (también usada para guardar un paquete de tabaco en la manga doblada) y chaqueta de cuero o de denim. El cabello es modelado usando Brylcreem o cualquier otra clase de brillantina.
La bandera confederada (posiblemente inspirada por Los Dukes de Hazzard) y el Pájaro loco son símbolos populares dentro de la subcultura, pero los raggare ignoran frecuentemente sus connotaciones negativas y no son necesariamente racistas, sino que más bien se identifican con el mensaje rebelde de la bandera.

## Historia de los raggare
En sus orígenes, los raggare generaron un auténtico pánico moral a causa de su alto consumo de alcohol, violencia, conducción a altas velocidades y práctica de relaciones sexuales en el asiento trasero de sus coches. Las pandillas de raggare fueron consideradas un serio problema. La película Raggare! abordó el asunto en 1959.
Más tarde, los raggare se enzarzaron frecuentemente en riñas con los hippies y los punks, tal como refleja la canción punk "Raggare Is a Bunch of Motherfuckers" ("Los raggare son un hatajo de hijos de puta") de los Rude Kids (más tarde versionada por Turbonegro). Cuando los Sex Pistols tocaron en Suecia, el 28 de julio de 1977, un grupo de raggare aguardaron fuera y acorralaron algunas de las chicas que habían acudido al concierto. Algunas de ellas lucían imperdibles en sus mejillas, y los raggare se los arrancaron. La banda estaba arriba, bebiendo cerveza, cuando se enteraron de lo que estaba sucediendo. Sid Vicious quiso salir a pelear, mientras que alguien sugirió montarse en la limusina y atropellar a los asaltantes. Al final, el promotor del concierto llamó a la policía. La banda Reklamation, de Hjo, se vio obligada a cancelar un concierto después de recibir amenazas de los raggare. También los Rude Kids tuvieron que cancelar un concierto con todas las entradas agotadas, al no disponer la policía de suficientes efectivos para ofrecer protección contra los raggare. Cuando los Rude Kids actuaron en Estocolmo, la policía tuvo que desplazar siete coches patrulla para contener a los raggare. Cuando The Stranglers fueron a tocar a Suecia, sufrieron ataques con cócteles molotov y miembros de su equipo fueron apaleados. La policía los tuvo que escoltar hasta el barco que los llevó de regreso.
Actualmente, la hostilidad entre los raggare y otras subculturas está prácticamente extinguida, debido a que mucha gente considera el estilo de vida raggare como un alivio a la vida cotidiana. La mayor molestia provocada por esta subcultura es la relativa al alcohol.

## Los raggare hoy

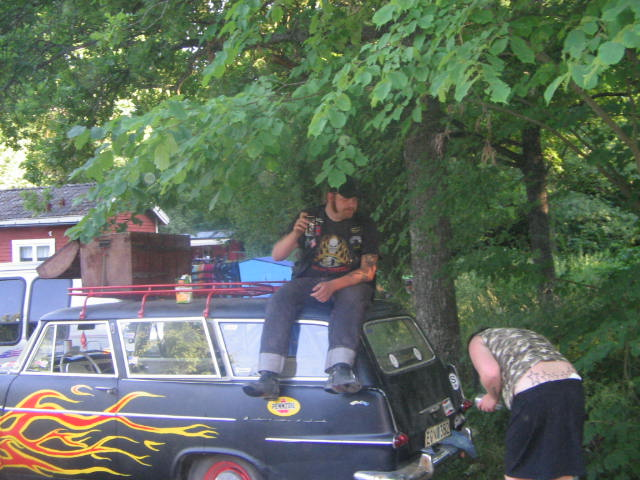
Raggare con un Opel Rekord P2 personalizado, una alternativa popular gracias a su parecido con los Cadillacs de finales de los 50.

Siendo aún considerados una amenaza para la sociedad, aunque más frecuentemente vistos como un divertido grupo de marginados, la cultura raggare sobrevive en Suecia, pero en ciertos aspectos sigue siendo vista de una manera negativa. Debido a su origen eminentemente rural, su estética retro y su inusual (para los suecos) postura pro-americana, los raggare son a menudo (en las zonas urbanas y en la cultura pop) vistos como una basura blanca inculta, con mal gusto y una actitud chabacana hacia el sexo. Así es como son normalmente retratados por el cine y la televisión, siendo el más famoso ejemplo moderno los personajes de culto "Ronny & Ragge", una pareja de idiotas que se pasean en un Ford Taunus destartalado. Hay muchas concentraciones de raggare a lo largo y ancho de Suecia. El Power Big Meet es la más famosa, y también es el mayor espectáculo de coches del mundo. Los raggare actuales se diferencian de sus antecesores en que aquellos eran principalmente trabajadores que admiraban la cultura estadounidense. Ahora, los raggare se dedican más bien a salir de fiesta y dar vueltas a bordo de coches americanos.
En 1996, el servicio postal sueco emitió un sello dedicado a los raggare.
Gracias a la cultura raggare, hay más coches americanos restaurados de los años 50 en Suecia que en todos los Estados Unidos y, aunque solamente fueron vendidos dos Cadillac convertibles de 1958 en Suecia, en la actualidad disponen de 200. Entre 4000 y 5000 coches clásicos americanos son importados por Suecia cada año.
Los puestos de salchichas han sido siempre un lugar popular de reunión para los raggare. La cadena de comida rápida Sibylla obtiene sustanciosos beneficios a costa de los raggare con su comida especial dedicada a ellos. Esta suele componerse de dos salchichas sin pan, puré de patatas, räksallad (una salsa compuesta de mayonesa, crema fresca y crema agria con gambas) y Pucko (una marca de batidos de cacao) para beber. Por supuesto, todo bien acompañado de gran cantidad de ketchup.
Los raggare a menudo beben copiosamente en los coches mientras van circulando, cosa que está permitida en Suecia (no para el conductor, por supuesto). En Suecia, la cultura raggare (en sueco, raggarkultur) es inmortal y muchos suecos se sienten orgullosos de ella. Al principio, los raggare eran veinteañeros. Hoy en día, es posible encontrar raggare de todas las edades, y es común ver padres e hijos juntos en un mismo coche.
Blöjraggare ("raggare en pañales"), es un término peyorativo utilizado por algunos raggare contra los más jóvenes (de entre 18 y 22 años de edad), que viven mayoritariamente en zonas rurales, quienes desearían poseer un coche americano pero se ven conduciendo diferentes modelos de Volvo, principalmente el Volvo 740/940/960 o el 850/S70/V70 (los tiempos en que estos jóvenes conducían modelos de Volvo 240 pasaron a la historia) con accesorios raggare como llamas de fuego pintadas. Otras veces, conducen modelos americanos que, para su disgusto, no son aceptados por los raggare como un auténtico coche raggare; como por ejemplo, el Chevrolet Nova. Sin embargo, las ansias de ser aceptados como un "genuino" raggare han sido probablemente exageradas en muchos casos.

## Los raggare en los medios y en la cultura popular
- En 1975, el glam rocker Magnus Uggla compuso su canción "Raggarna", que era un homenaje a su cultura. Irónicamente, cuando actuaba en directo a finales de los años 70 y principios de los 80, los raggare le arrojaban piedras y trataban de destrozar los lugares donde Uggla tocaba. Le acusaban de ser un punk rocker, debido al éxito de sus álbumes con un sonido más punk de finales de los años 70.
- Eddie Meduza tocó canciones como "punkjävlar" ("bastardos punks").
- Los Rude Kids hicieron una canción sobre los raggare (más tarde versionada por Turbonegro) titulada "Raggare Is a Bunch of Motherfuckers", como respuesta al "Punkjävlar" de Eddie Meduza. El amplio número de canciones punk sobre los raggare es una clara muestra del conflicto entre ambas subculturas. Algunos ejemplo incluyen "Raggarsvin" ("Cochino raggare") de Skäms, "Raggare ge upp" ("Raggare, ríndete") de The Baiters, "Raggare" de P.F Commando, "Benzin" ("Gasolina") de P-Nissarna, "Raggarjävel" ("Bastardo raggare") de Adolfs Gossar, "Raggar ragge" de Urban Släke, "Raggarpack" de Belsen Boys, "Raggare e svin" ("Raggare es cerdo") de Sune Studs & Grönlandsrockarna, "Nattens busar" ("Autobuses nocturnos") de Berlín, "Dra åt Helvete! (Jävla Raggare)" ("¡Arrástrate hasta el infierno! (Maldito raggare)") de Arabens Anus, "Amazonraggare" by Nattarbete, "Raggare beware" ("Raggare, cuidado") de Zeb And The Fast Ones, "Blöjraggare" ("Raggare en pañales") de Katastrof, "Raggarstat" de Ingron Hutlös, "Sune raggarsvin" de Snobbslakt y "Nightcruisers" de Skäms.
- La película de 1959 Raggare! trataba sobre los raggare y el pánico moral de la época.
- La serie de televisión Ronny & Ragge es sobre dos raggare que se pasean en un Ford Taunus destartalado.
- Onkel Kånkel hizo una canción sobre el comportamiento de los raggare mientras circulan titulada "Åka femtitalsbil" ("Circular en un coche de los cincuenta"), más tarde versionada por Charta 77.
- El grupo punk sueco P.F. Commando publicó una canción titulada "Raggare" en su EP de 7" de 1978 Svenne Pop 7".
- Raggargänget (1962) con Ernst-Hugo Järegård y Sigge Fürst.
- Massproduktion publicó un álbum recopilatorio titulado "Vägra Raggarna Bensin - Punk Från Provinserna" ("Rechaza la gasolina de los raggare - Punk de provincias").
- El 1 de mayo de 1979, unos 100 punks formaron su propio desfile a lo largo de Kungsgatan (Estocolmo) bajo el eslogan "Vägra raggarna bensin".[16]
- los hermanos de Nadja "Roffe", "Ragge" y Reinhold, en la serie de novelas Bert diaries
- Tjenare Kungen (2005).